# Mariä-Entschlafens-Kirche (Pale)

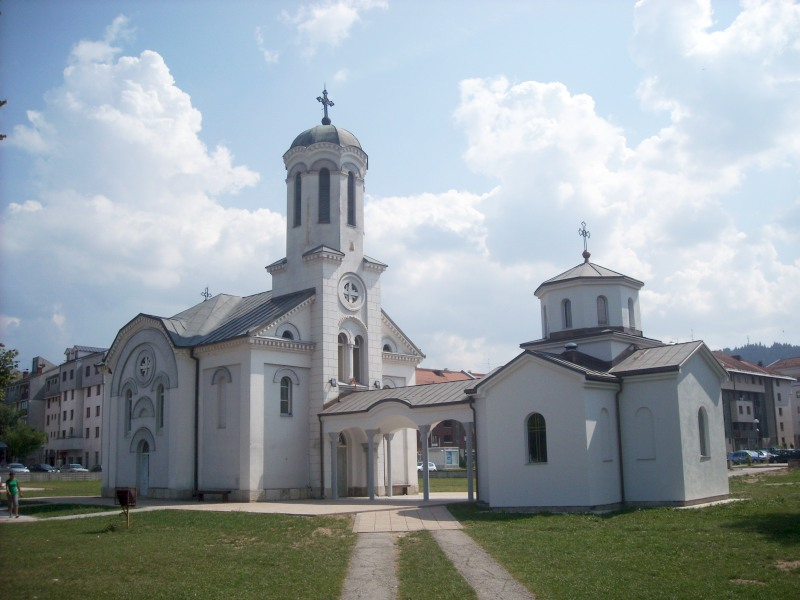
Die Mariä-Entschlafens-Kirche in Pale

Die Mariä-Entschlafens-Kirche (serbokroatisch Црква Успења Пресвете Богородице Crkva Uspenja Presvete Bogorodice) ist eine serbisch-orthodoxe Kirche im Zentrum von Pale, Bosnien und Herzegowina. Erbaut wurde die Kirche von 1890 bis 1909.
Die Pfarrkirche ist Sitz der Kirchengemeinde Pale und der Pfarreien Pale I-III im Dekanat Sarajevo der Metropolie Dabrobosnien der Serbisch-orthodoxen Kirche.

## Geschichte

### Pfarrei Pale
Die Pfarrei von Pale wurde 1890 gegründet. Sie erstreckt sich von der Kozja ćuprija ‚Ziegenbrücke‘ bis hin zur Romanija. Sie umfasst die Dörfer Bulozi, Ljubogošta, Trebević, Rakovac, Ćemanovići und Bogovići bei Pale.

### Erbauung
Der erste Priester der Pfarrei von Pale, Đorđe Grabež, legte den Grundstein zum Bau der Mariä-Entschlafens-Kirche. Der Architekt war Miloš Miladinović aus Donji Vakuf. Zudem war er auch Hauptmaler der Fresken im Inneren der Kirche. Die Kirche wurde am 30. August 1909 vom Metropoliten Evgenije Letica eingeweiht. Die Kirche ist im typisch Serbisch-byzantinischen Stil errichtet.

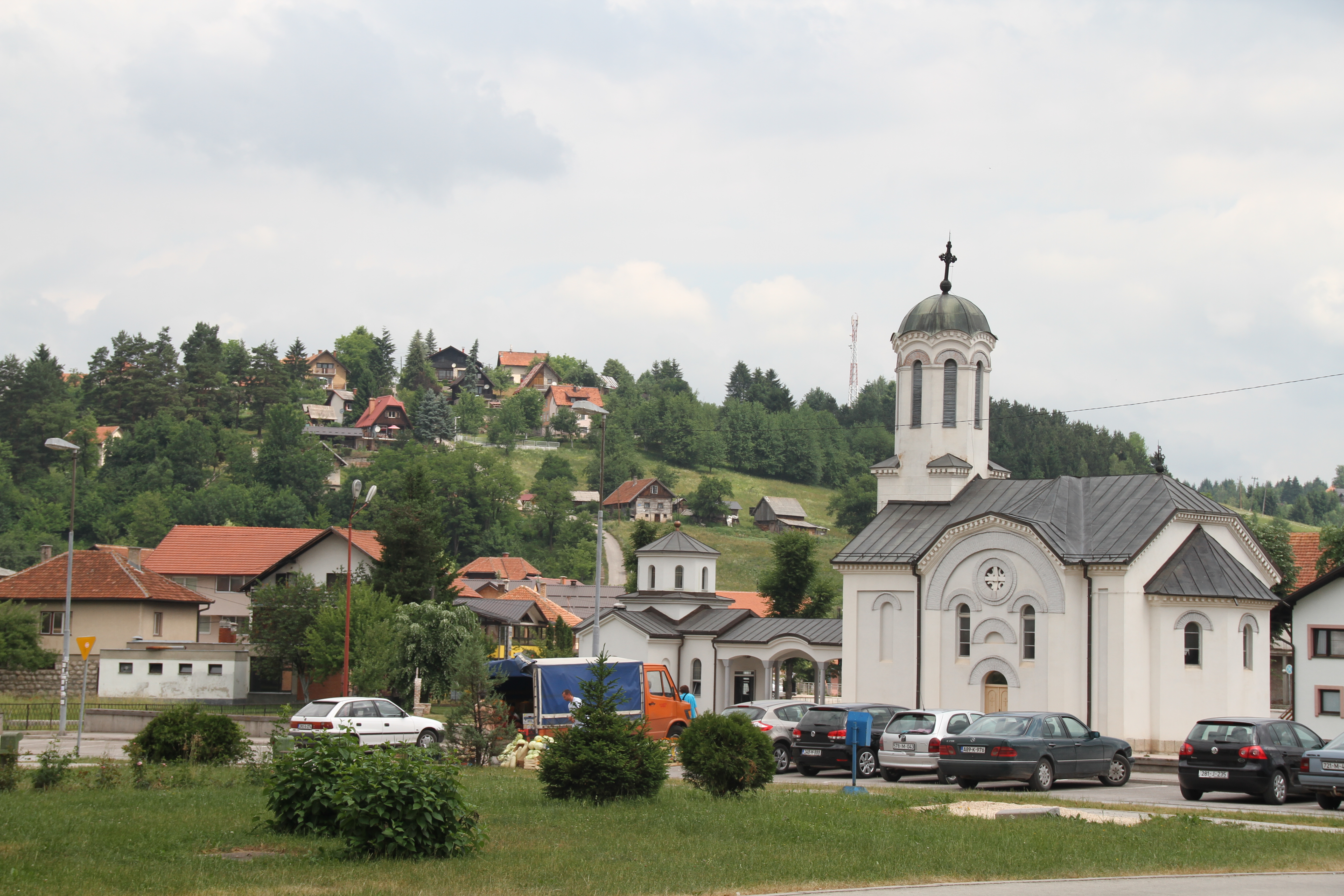
Die Kirche mit Umgebung

### Die Kirche während der Weltkriege
Im Ersten Weltkrieg wurde die Kirche von den Österreichern als Pferdestall genutzt, zudem wurde die Kirche schwer beschädigt. Im Zweiten Weltkrieg erlitt die Kirche keine Schäden, jedoch wurde das Kirchenarchiv vernichtet.

### Priester der Kirche
Der erste Priester der Kirche war Đorđe Grabež von 1890 bis 1917. Von 1917 bis 1918 war es der Priester Milan Lalić. Ab 1918 bis zum Zweiten Weltkrieg war es Simo Begović. Simo Begović starb im Krieg, sodass ab 1945 bis 1947 wieder Milan Lalić Priester wurde. Vladimir Šoljević war Priester von 1947 bis 1952. Dragoljub Savić war der Priester der Kirche von 1952 bis 1987. Im gleichen Jahr als Dragoljub Savić in Rente ging, wurde die zweite Pfarrei von Pale gegründet. Priester der ersten Pfarrei wurde Slobodan Lubarda. Miomir Zekić wurde Priester der zweiten Pfarrei. Im Sommer 1996 wurde die dritte Pfarrei von Pale gegründet, deren Priester wurde Jeremija Starovlah. Dieser Priester und sein Sohn Alexandar wurden bei einem Anschlag auf ihr Haus im Jahr 2004 schwer verwundet.